# Muzeum latinskoamerického umění Buenos Aires
Muzeum latinskoamerického umění Buenos Aires (španělsky Museo de Arte Latinoamericano de Buenos Aires, zkráceně MALBA) je muzeum věnované především latinskoamerickému umění 20. století, sídlící v Palermu, čtvrti Buenos Aires.
Muzeum bylo založeno argentinským miliardářem a filantropem Eduardem Constantinim a bylo otevřeno 21. září 2001. Základem expozice muzea byla osobní sbírka umění shromážděná Constantinim. Muzeum spravuje nezisková organizace Fundación MALBA – Constantini. Součástí muzea je také aktivní kulturní centrum. Muzeum každoročně navštíví až milion návštěvníků.
Budovu navrhl ateliér Atelman-Fourcade-Tapia se sídlem v provincii Cordoba, který vyhrál soutěž v roce 1997. Porota soutěže zahrnovala takové světoznámé architekty jako jsou Brit Norman Foster, Argentinec César Pelli a Švýcar Mario Botta. Muzeum bylo postaveno ve stylu dekonstruktivismu, populárním v 90. letech 20. století.
Sbírka muzea čítá přes 400 děl asi 160 umělců z celé Latinské Ameriky. Zahrnuje období od začátku 20. století po nejnovější díla. Mezi mistry 20. století, zastoupenými v muzeu, vynikají umělci jako Frida Kahlo, Fernando Botero, Argentinci Antonio Berni, Jorge de la Vega a Leon Ferrari.
Budova muzea má tři podlaží. Na prvním se vystavují díla současníků, na druhém je umístěn základ sbírky, 270 obrazů vztahujících se k první polovině 20. století. Třetí patro muzea je určeno pro dočasné výstavy.

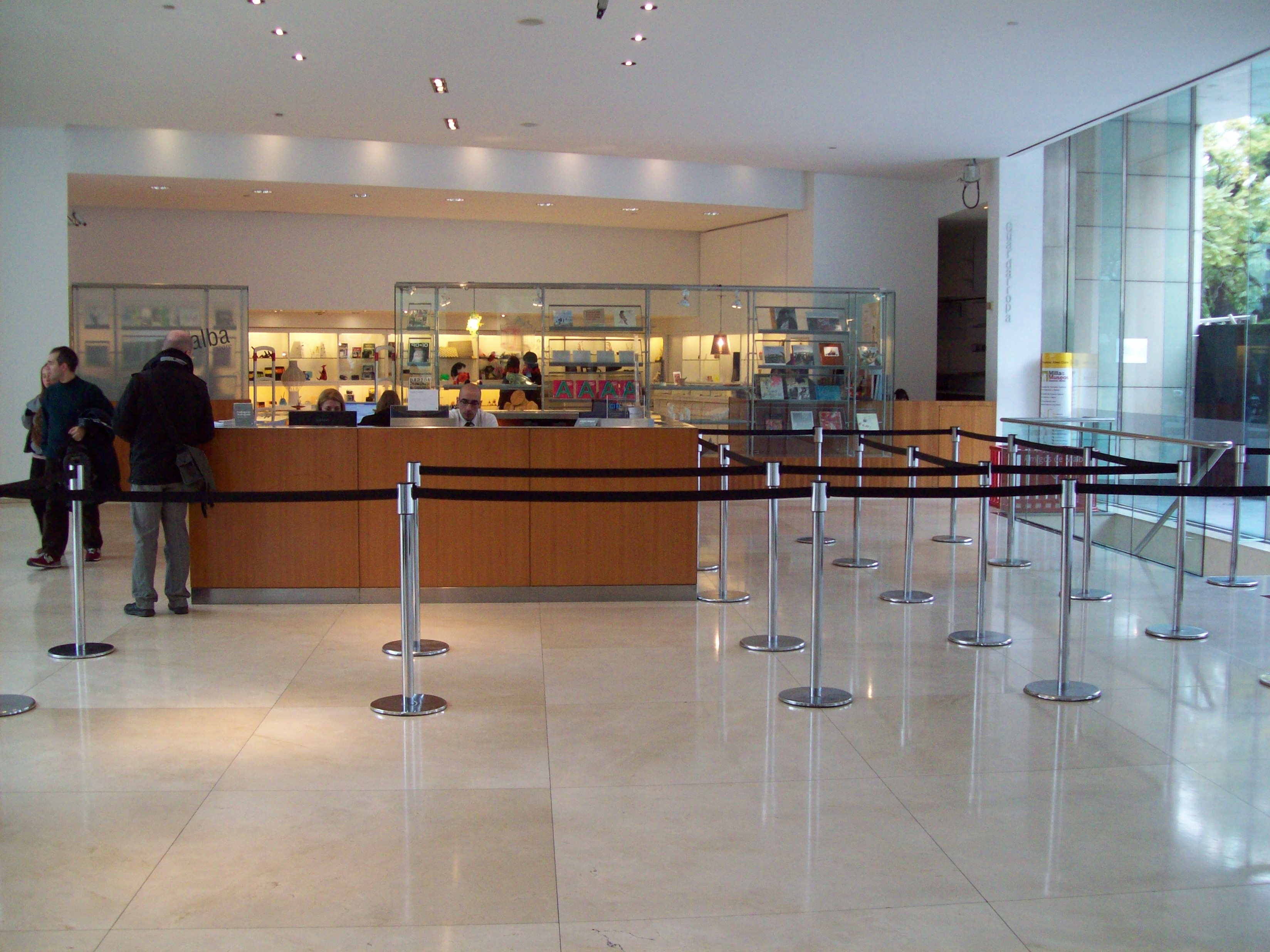
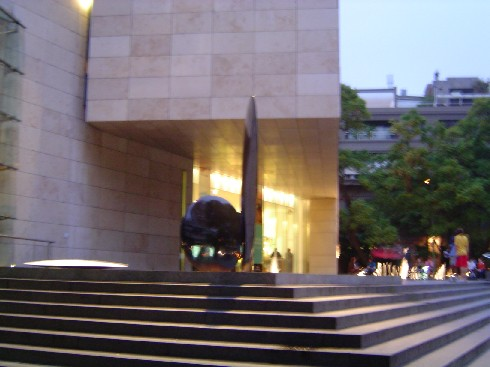
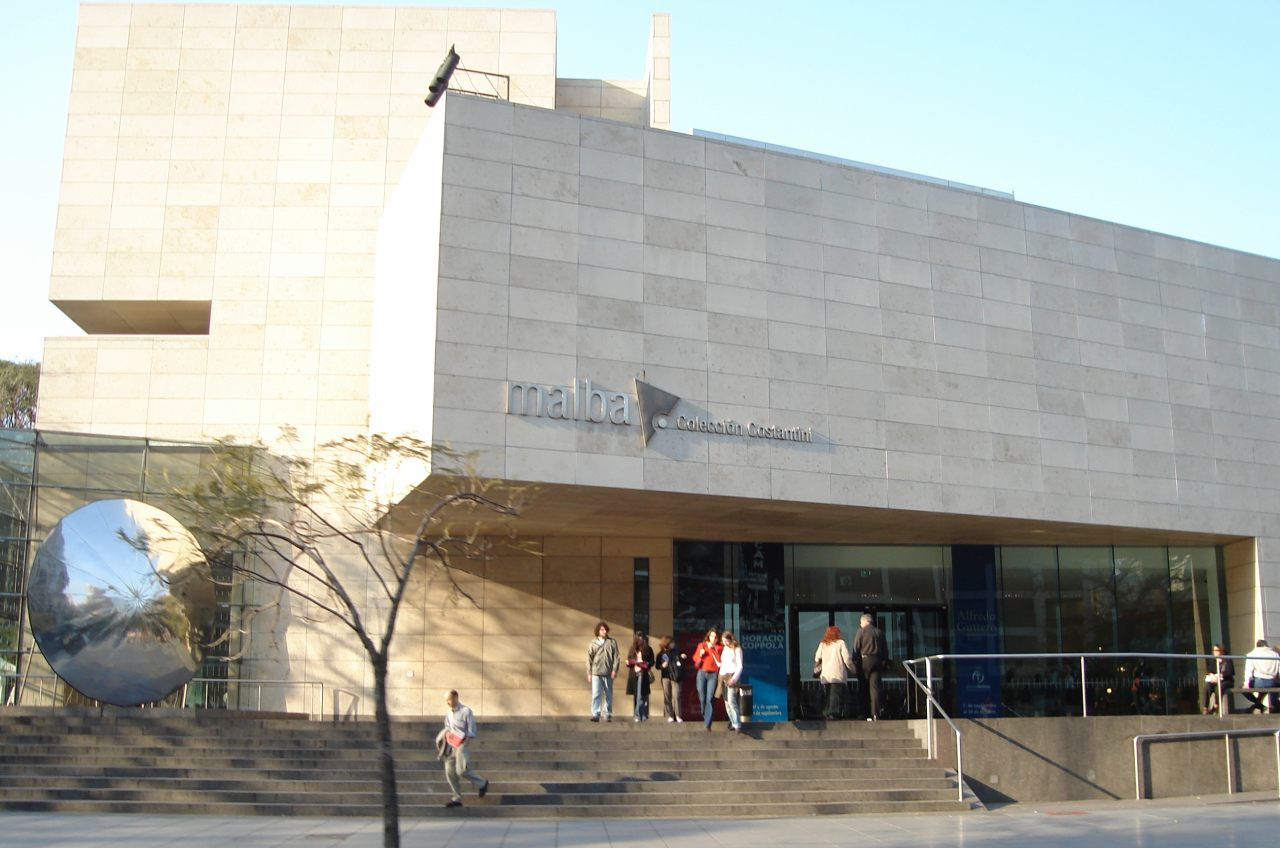
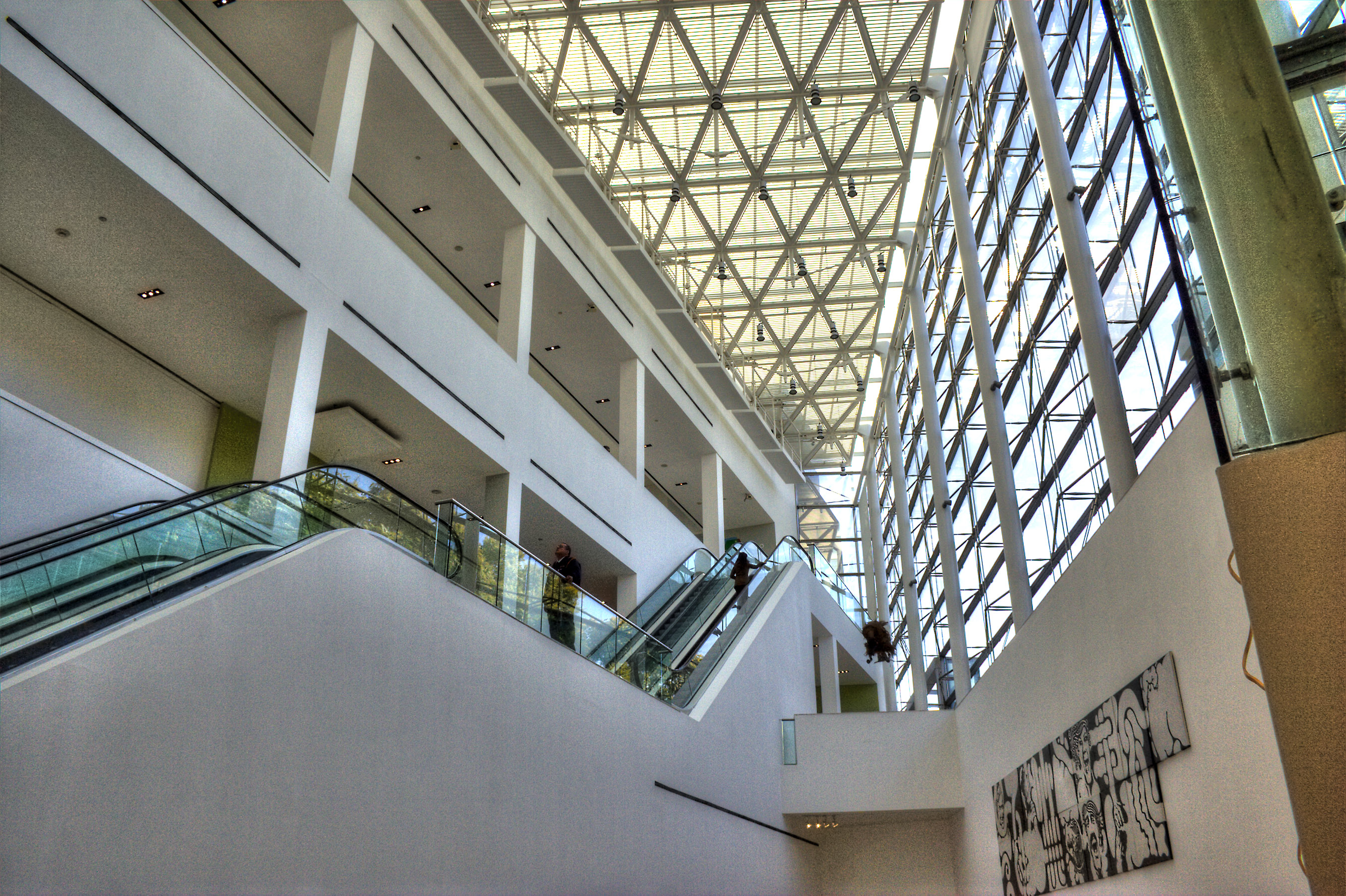